# Alan Rudolph

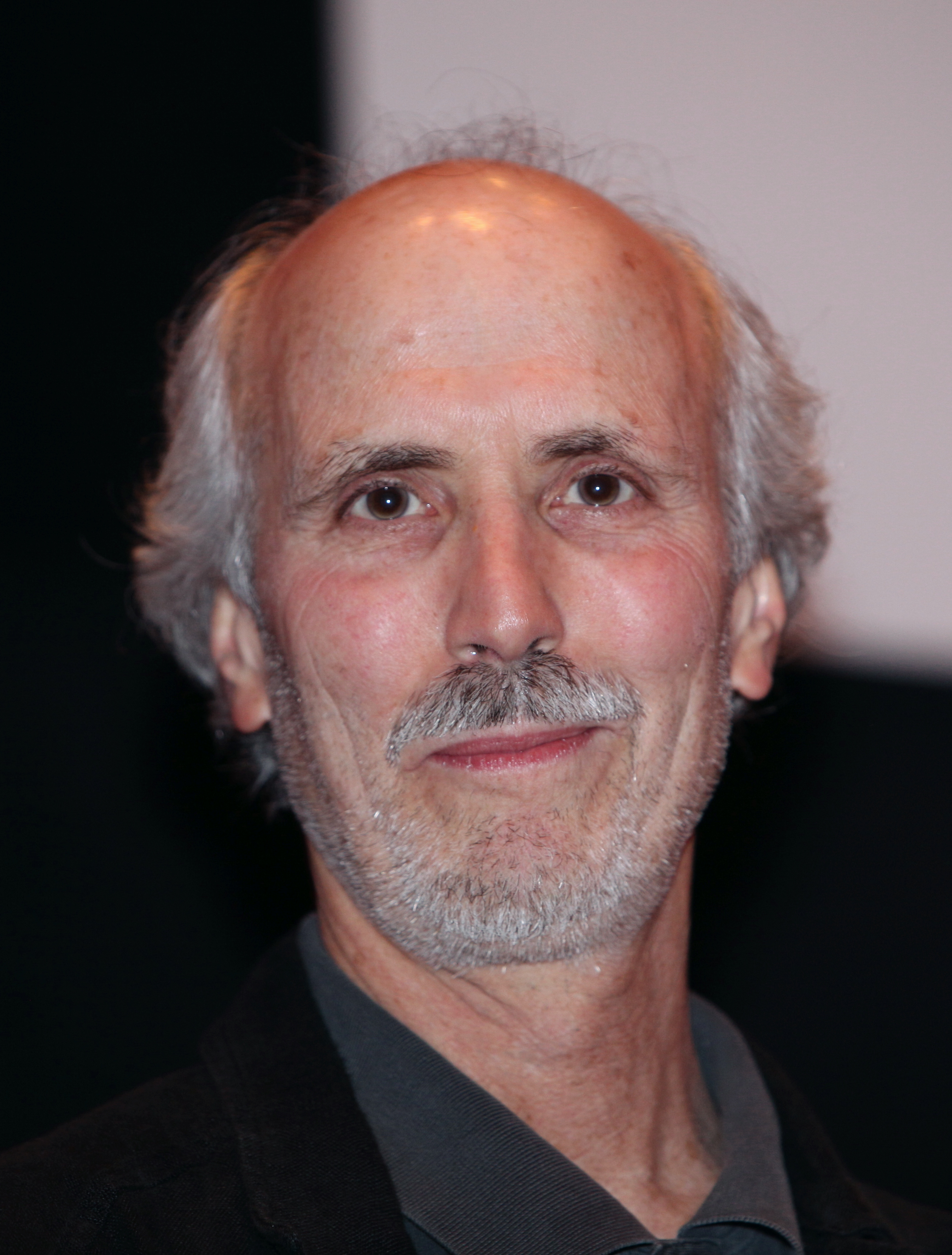
Alan Rudolph

Alan Rudolph (Los Ángeles, 18 de diciembre de 1943) es un guionista y director de cine estadounidense.
Rudolph es hijo de Oscar Rudolph, actor y director de televisión. Fue protegido y discípulo del director Robert Altman y trabajó como ayudante de dirección en la película de Altman El largo adiós, adaptación de la novela homónima de Raymond Chandler. 
Los filmes de Rudolph tienden a centrarse en personajes solitarios y excéntricos y en las complicadas relaciones que estos mantienen con los demás. No hay en ellos protagonistas claros y contienen elementos de romanticismo y fantasía. Rudolph ha escrito la mayoría de las películas que ha dirigido, y ha repetido a menudo con los actores Keith Carradine y Geneviève Bujold, y con el compositor musical Mark Isham.
Rudolph se dio a conocer con el importante éxito Choose Me (Elígeme, 1984), filme estandarte de la modernidad en su día, la historia de la relación sentimental entre varios personajes solitarios pero llenos de encanto: una ex prostituta dueña de un bar (Lesley Ann Warren), una presentadora de radio reprimida (Bujold) y un chiflado desarmantemente honesto (Carradine). Trouble in Mind (El callejón de los sueños, 1985) estaba protagonizada por el cantante y actor Kris Kristofferson así como por Bujold, Carradine, el director de cine John Waters y el travesti Divine. Los modernos (1988) era una historia de amor ambientada en el París de los años 20, sobre un artista expatriado (Carradine) que trata de reanudar su relación con su mujer (Linda Fiorentino), pese al matrimonio de ésta con un siniestro coleccionista de arte interpretado por John Lone.
Tras el relativamente convencional thriller Mortal Thoughts (Pensamientos mortales, 1991), protagonizado por Demi Moore, rodó Equinox (Equinoccio, 1992) con Matthew Modine interpretando a dos gemelos separados, y Mrs. Parker and the Vicious Circle (La señora Parker y el círculo vicioso, 1994), una recreación de la asociación literaria Algonquin Round Table y simpático biopic de la escritora de origen judío Dorothy Parker, con Jennifer Jason Leigh en el papel principal. Breakfast of Champions (Desayuno de campeones, 1999) fue una adaptación de la novela homónima de Kurt Vonnegut, con Albert Finney como Kilgore Trout, un prolífico pero poco valorado autor de ciencia ficción.
En abril de 2008, Rudolph presentó una exposición individual de pinturas en la Gallery Fraga, de Bainbridge Island, Washington.

## Filmes como director
- Premonition (1972)
- Nightmare Circus (1974, como "Gerald Cormier")
- Bienvenido a Los Ángeles (1976) (también guionista)
- Remember My Name (1978) (tb. guionista)
- Roadie (1980) (tb. guionista)
- Especies asesinas (1982)
- Return Engagement (1983)
- Songwriter (1984)
- Elígeme (1984) (tb. guionista)
- Trouble in Mind (1985) (tb. guionista)
- Made in Heaven (1987)
- The Moderns (1988) (tb. guionista)
- Love at Large (1990) (tb. guionista)
- Mortal Thoughts (1991)
- Equinox (1992) (tb. guionista)
- Mrs. Parker and the Vicious Circle (1994) (tb. guionista)
- Afterglow (1997) (tb. guionista)
- Breakfast of Champions (1999) (tb. guionista)
- Trixie (2000) (tb. guionista)
- Investigating Sex (2001) (tb. guionista)
- The Secret Lives of Dentists (2002)